# Maria Brydzińska
Maria Brydzińska z domu Gąsiorowska (ur. 2 sierpnia 1897 w Warszawie, zm. 26 lutego 1990 w Lailly-en-Val) – polska aktorka teatralna i filmowa.

## Życiorys[1]
Kształciła się w Szkole Baletowej Teatrów Warszawskich (w klasie J. Walczaka). Równocześnie pobierała prywatne lekcje aktorskie. Od 1907 roku pojawiała się na deskach teatrów rewiowych Warszawy. Od 1923 roku występowała w Teatrze Polskim i Teatrze Małym. W późniejszym okresie także w Teatrze Narodowym, Letnim i Komedia. W tym czasie pojawiała się także w kilku niemych filmach fabularnych. W 1928 roku poślubiła hrabiego Maurycego Potockiego i zrezygnowała z pracy aktorskiej. Sporadycznie dawała czasem występy gościnne w czołowych teatrach Polski. Po wojnie wyjechała do Anglii, a po śmierci męża do Francji.

## Filmografia[1]
- 1923: Niewolnica miłości
- 1921: Uroda życia
- 1919: Krysta
- 1918: Sezonowa miłość